# Sŏljam
Sŏljam (ur. 1435, zm. 1493) – koreański mnich, pisarz, autor pierwszej powieści koreańskiej. Pisał pod pseudonimem Maewŏltang.

## Życiorys
Jego rodzina pochodziła z Kangnŭng w historycznej prowincji Gangwon. Jednak Sŏljam urodził się w Seulu. Mimo tego zawsze czuł się związany z tą prowincją i poświęcił jej później tom poezji (Tangyugwandongnok).
Od najmłodszych lat wykazywał szczere zainteresowanie buddyzmem. Już w wieku 8 miesięcy nauczył się czytać, a wieku 5 lat przeczytał i zrozumiał dwie klasyczne pozycje konfucjańskie: Doktrynę Środka (chiń. 中庸; pinyin Zhōngyōng) oraz Wielką Naukę (chiń. 大學; pinyin Dàxué).
Jego talent został rozpoznany w okresie panowania króla Sejonga (kor. 세종, pan. 1418-1450). Przed 1455 rokiem zaczął studiować w klasztorze Chunghŭng na górze Samgak. Gdy Sejo (세조, pan. 1455-1468) zamordował króla Tanjonga (kor. 단종, pan. 1452-1455) i objął władzę, Sŏljam przyjął mnisie święcenia. Przybrał wtedy buddyjskie imię Sŏljam (Urwisko pokryte śniegiem).
Miał naturę podróżnika i wędrował po wielu koreańskich górach. Był na górze Ch'ŏnma, następnie na górze Sŏnggŏ. Stamtąd udał się na północ, gdzie odwiedził zamek Ansi i dawne ziemie Palhae. Przez dłuższy czas przebywał w klasztorze Yongjang na górze Nam w Kyŏngju. Tam napisał pierwszą powieść koreańską Kŭmosinhwa (kor. 금오신화; chiń. 金鰲新話; pol. Nowe opowieści o Złotym Żółwiu).
Kilkakrotnie był zapraszany na dwór króla Sejo, ale zawsze odmawiał udając szalonego. Około 1481 roku ożenił się z kobietą z rodziny An, jednak po jej śmierci powrócił znów w góry.
Zmarł w klasztorze Muryang w roku 1493 w wieku zaledwie 59 lat.

## Prace literackie
- Kŭmosinhwa (kor. 금오신화; chiń. 金鰲新話) - pierwsza powieść koreańska
- Chapjŏ (Różne pisma)
- T'angyungwansŏrok (Zapiski z wędrówek po zachodnich regionach)
- Pŏphwach'an (Pochwała Sutry Lotosu)
- T'angyugwandongnok (Wiersze)